# Хэмлин, Эрин
Эрин Хэмлин (англ. Erin Hamlin, род. 19 ноября 1986) — американская саночница, бронзовый призёр Олимпийских игр, двукратная чемпионка мира.
Хэмлин стала чемпионкой мира 2009 в санном спорте среди женщин. До этого её высшим достижением было пятое место на первенстве 2007. В Кубке мира её лучшим показателем является четвёртая позиция по итогам сезонов 2009/2010 и 2015/2016.
Хэмлин трижды участвовала в зимних Олимпийских играх. На Играх 2006 в Турине она в итоге заняла двенадцатое место. На Олимпиаде 2010 в Ванкувере Эрин стала шестнадцатой. А на Олимпийский играх 2014 в Сочи американка смогла подняться на пьедестал почёта, став третьей в соревнованиях саночниц.
В 2017 году американская саночница стала двукратной чемпионкой мира, выиграв спринтерские соревнования. А затем Хэмлин дважды стала вице-чемпионкой мира, заняв второе место в одиночных заездах и эстафете.